# Laurent-Victor Noël
Pour les articles homonymes, voir Noël (homonymie).
Laurent-Victor Noël, né le 12 novembre 1823 à Groix et décédé le 4 juillet 1891 à Groix, est un homme politique français.

## Biographie
Élu conseiller municipal le 6 août 1870, il devient maire le 15 août 1873 et conseiller d'arrondissement pour le canton de Port-Louis le 4 novembre 1877. Il occupa ces deux fonctions jusqu'à sa mort en 1891.
Propriétaire d'une usine de traitement du poisson à Groix, dans le village de Port-Mélite, il aurait joué un rôle important en collectant, à la suite de la tempête du 2 septembre 1883, 50 000 francs de dons pour les familles de pêcheurs.

### Sources
- Laurent-Marie Noël (Abbé), La Croix de l'île de Groix : lettres d'un Groisillon à ses compatriotes, vol. 1 : 1891-1896, Bouhet, Éd. Le Thabor, 2007, 444 p. (ISBN 9782917018002)Voir plus particulièrement la lettre du 19 juillet 1891, p. 39 à 42. À noter que Laurent-Marie Noël est un neveu de Laurent-Victor Noël.